# 강희왕조
《강희왕조》(중국어: 康熙王朝, 병음: Kāng xī wáng cháo 캉시왕차오[*], 한자음: 강희왕조) 어린 나이에 황제에 즉위해 파란만장한 삶을 사는 강희제를 다룬 중국의 드라마로, 원제는 《강희제국》(康熙帝國)이다.

## 제작자
- 감독： 천자린, 류다인
- 각본： 주쑤진

## 출연

### 주연
- 강희제：진도명
  - 청년시기 강희제 역：이남
  - 소년시기 강희제 역：진위신
- 효장태황태후：사금고왜

### 조연
- 납란명주：고란촌
- 색액도：설중예
- 순치제：유균
- 위동정：안아평
- 소마랄고：여평
- 용비：이건군
- 란제아：천합
- 효성인황후 혁사리 씨：이신도
- 황태자 윤잉：만중량
- 윤시：고천민
- 효강장황후 동가 씨：주안
- 색니：주예란
- 오배：요장안
- 소극살합：장광정
- 오삼계：조영상
- 요계성：소정석
- 시랑：후영생
- 진정경：진빈
- 주배공：이명
- 이광지：요경성
- 주국치：유여빈
- 정경：류대인
- 가르단：이홍도
- 양기륭：노용
- 오차우：고량
- 보일룡매：왕야천
- 동악비：박홍
- 혜비：궁설화

## 주제가
- 오프닝：向天再借五百年，한뢰(韩磊)
- 엔딩：大男人，등격이(騰格爾)